# Shrarda

Territorios de la tribu Shrarda(Dentro de la antigua región administrativa de Ġarb–Sherarda–Beni Áhsen).

Los Shrarda (en árabe, شراردة; en francés Chérarda o Chrarda) son una tribu marroquí asentada en la provincia de Sidi Kacem (ciudades de Sidi Kacem, Bab Tiuka o Tekna) en la región del Ġarb, así como en el sureste de Fez. Son de origen árabe, perteneciendo a la tribu árabe hilalita (o Banu Hilal).
De los Shrarda proviene el nombre para la región Garb-Chrarda-Beni Hsen, donde Garb hace referencia a la región del Ġarb, y Beni Hsen hace referencia a otra tribu marroquí con este nombre.

## Historia
El clan Shrarda se han visto influidos por subclanes árabes del Sáhara, Tafilatet y el valle del Draa. Originalmente, se establecieron en la región del Hauz, al sur de Marrakesh, colindando con la tribu Ġamna al norte, pero en 1828 el sultán Mulay Abd ar-Rahmán los trasladó a su ubicación actual, ya que vio crecer peligrosamente la influencia política de los Shrarda. En su nueva ubicación, los Shrarda sirvieron como guish para la protección de Fez. Guish es la tribu combativa, que está formada por soldados, y que se instala a las afueras de las grandes ciudades de Marruecos para defenderlas de posibles ataques. A cambio, tenían ciertos privilegios otorgados por el sultán.